# Општина Ваучинанго (Пуебла)
Ваучинанго (шп. Huauchinango) општина је у Мексику у савезној држави Пуебла. Општина се налази на надморској висини од 1519 м.

## Становништво
Према подацима из 2010. у општини је живело 97753 становника.

### Хронологија
| Година       | 2000                  | 2005                  | 2010                  |
| ------------ | --------------------- | --------------------- | --------------------- |
| Становништво | 83537 (39970 / 43567) | 90846 (43245 / 47601) | 97753 (46336 / 51417) |

### Попис
| \| \| м \| \| \| ж \| \| 0—2 \| 3.088 \| \| \| 2.965 \| \| 3—5 \| 3.218 \| \| \| 3.149 \| \| 6—11 \| 6.543 \| \| \| 6.445 \| \| 12—14 \| 3.059 \| \| \| 2.975 \| \| 15—17 \| 3.226 \| \| \| 3.254 \| \| 18—24 \| 5.925 \| \| \| 6.879 \| \| 60+ \| 3.343 \| \| \| 4.349 \| \| Просек : \| 26,8 \| \| \| 28,5 \| |       |  |  |       |
| |       |  |  |       |
| | м     |  |  | ж     |
| 0—2 | 3.088 |  |  | 2.965 |
| 3—5 | 3.218 |  |  | 3.149 |
| 6—11 | 6.543 |  |  | 6.445 |
| 12—14 | 3.059 |  |  | 2.975 |
| 15—17 | 3.226 |  |  | 3.254 |
| 18—24 | 5.925 |  |  | 6.879 |
| 60+ | 3.343 |  |  | 4.349 |
| Просек : | 26,8  |  |  | 28,5  |

| #   | Индикатор                                                                                        | Вредност |
| --- | ------------------------------------------------------------------------------------------------ | -------- |
| 1   | Становништво од 0 до 2 године                                                                    | 6053     |
| 2   | Мушко становништво од 0 до 2 године                                                              | 3088     |
| 3   | Женско становништво од 0 до 2 године                                                             | 2965     |
| 4   | Становништво са 3 и више година                                                                  | 90047    |
| 5   | Мушко становништво са 3 и више година                                                            | 42420    |
| 6   | Женско становништво са 3 и више година                                                           | 47627    |
| 7   | Становништво са 5 и више година                                                                  | 85759    |
| 8   | Мушко становништво са 5 и више година                                                            | 40266    |
| 9   | Женско становништво са 5 и више година                                                           | 45493    |
| 10  | Становништво са 12 и више година                                                                 | 70692    |
| 11  | Мушко становништво са 12 и више година                                                           | 32659    |
| 12  | Женско становништво са 12 и више година                                                          | 38033    |
| 13  | Становништво са 15 и више година                                                                 | 64658    |
| 14  | Мушко становништво са 15 и више година                                                           | 29600    |
| 15  | Женско становништво са 15 и више година                                                          | 35058    |
| 16  | Становништво са 18 и више година                                                                 | 58178    |
| 17  | Мушко становништво са 18 и више година                                                           | 26374    |
| 18  | Женско становништво са 18 и више година                                                          | 31804    |
| 19  | Становништво од 3 до 5 година                                                                    | 6367     |
| 20  | Мушко становништво од 3 до 5 година                                                              | 3218     |
| 21  | Женско становништво од 3 до 5 година                                                             | 3149     |
| 22  | Становништво од 6 до 11 година                                                                   | 12988    |
| 23  | Мушко становништво од 6 до 11 година                                                             | 6543     |
| 24  | Женско становништво од 6 до 11 година                                                            | 6445     |
| 25  | Становништво од 8 до 14 година                                                                   | 14763    |
| 26  | Мушко становништво од 8 до 14 година                                                             | 7407     |
| 27  | Женско становништво од 8 до 14 година                                                            | 7356     |
| 28  | Становништво од 12 до 14 година                                                                  | 6034     |
| 29  | Мушко становништво од 12 до 14 година                                                            | 3059     |
| 30  | Женско становништво од 12 до 14 година                                                           | 2975     |
| 31  | Становништво од 15 до 17 година                                                                  | 6480     |
| 32  | Мушко становништво од 15 до 17 година                                                            | 3226     |
| 33  | Женско становништво од 15 до 17 година                                                           | 3254     |
| 34  | Становништво од 18 до 24 године                                                                  | 12804    |
| 35  | Мушко становништво од 18 до 24 године                                                            | 5925     |
| 36  | Женско становништво од 18 до 24 године                                                           | 6879     |
| 37  | Женско становништво од 15 до 49 година                                                           | 26901    |
| 38  | Становништво са 60 и више година                                                                 | 7692     |
| 39  | Мушко становништво са 60 и више година                                                           | 3343     |
| 40  | Женско становништво са 60 и више година                                                          | 4349     |
| 41  | Однос између мушкараца и жена                                                                    | 90.12    |
| 42  | Становништво од нуле до 14 година                                                                | 31442    |
| 43  | Становништво од 15 до 64 године                                                                  | 59312    |
| 44  | Становништво од 65 година и више                                                                 | 5346     |
| 45  | Просечан број деце                                                                               | 2.46     |
| 46  | Становништво рођено у ентитету                                                                   | 86931    |
| 47  | Мушко становништво рођено у ентитету                                                             | 41272    |
| 48  | Женско становништво рођено у ентитету                                                            | 45659    |
| 49  | Становништво рођено у другом ентитету                                                            | 8956     |
| 50  | Мушко становништво рођено у другом ентитету                                                      | 4142     |
| 51  | Женско становништво рођено у другом ентитету                                                     | 4814     |
| 52  | Становништво од 5 година и више резидентно у ентитету у јуну 2005. године                        | 82413    |
| 53  | Мушко становништво старосног доба од 5 година и више, резидентно у ентитету у јуну 2005. године  | 38432    |
| 54  | Женско становништво старосног доба од 5 и више година, резидентно у ентитету у јуну 2005. године | 43981    |
| 55  | Становништво од 5 година и више које је живело у другом ентитету у јуну 2005. године             | 2555     |
| 56  | Мушко становништво старије од 5 година које је живело у другом ентитету у јуну 2005. године      | 1279     |
| 57  | Женско становништво старије од 5 година које је живело у другом ентитету у јуну 2005. године     | 1276     |
| 58  | Становништво од 3 године и више које говори аутохтони језик                                      | 22387    |
| 59  | Мушко становништво старо 3 године и више које говори аутохтони језик                             | 10565    |
| 60  | Женско становништво старо 3 године и више које говори аутохтони језик                            | 11822    |
| 61  | Становништво од 3 године и више које говори аутохтони језик и не говори шпански језик            | 699      |
| 62  | Мушко становништво старо 3 године и више које говори аутохтони језик и не говори шпански         | 172      |
| 63  | Женско становништво старо 3 године и више које говори аутохтони језик и не говори шпански језик  | 527      |
| 64  | Становништво старо 3 године и више које говори аутохтони језик и шпански                         | 21040    |
| 65  | Мушко становништво старо 3 године и више које говори аутохтони језик и шпански                   | 10023    |
| 66  | Женско становништво старо 3 године и више које говори аутохтони језик и шпански                  | 11017    |
| 67  | Становништво од 5 година и више које говори аутохтони језик                                      | 21934    |
| 68  | Становништво од 5 година и више које говори аутохтони језик и не говори шпански језик            | 635      |
| 69  | Становништво од 5 година и више које говори аутохтони језик и говори шпански језик               | 20663    |
| 70  | Становништво у домородачким домаћинствима                                                        | 37897    |
| 71  | Становништво са ограничењима у активностима                                                      | 3545     |
| 72  | Становништво са ограниченим ходањем или кретањем, горе или доле                                  | 1792     |
| 73  | Становници са ограничењима вида, чак и уз кориштење сочива                                       | 1022     |
| 74  | Становништво са ограничењима говора, комуникације или конверзације                               | 410      |
| 75  | Становништво са ограниченим слухом                                                               | 474      |
| 76  | Становништво са ограничењима при одевању, купању или јелу                                        | 206      |
| 77  | Становништво са ограничењима у опажању или учењу једноставних ствари                             | 187      |
| 78  | Становништво са менталним ограничењима                                                           | 327      |
| 79  | Становништво без ограничења активности                                                           | 92074    |
| 80  | Становништво од 3 до 5 година које не похађа школу                                               | 2689     |
| 81  | Мушко становништво од 3 до 5 година које не похађа школу                                         | 1338     |
| 82  | Женско становништво од 3 до 5 година које не похађа школу                                        | 1351     |
| 83  | Становништво од 6 до 11 година које не похађа школу                                              | 439      |
| 84  | Мушко становништво од 6 до 11 година које не похађа школу                                        | 240      |
| 85  | Женско становништво од 6 до 11 година које не похађа школу                                       | 199      |
| 86  | Становништво од 12 до 14 година које не похађа школу                                             | 491      |
| 87  | Мушко становништво од 12 до 14 година које не похађа школу                                       | 275      |
| 88  | Женско становништво од 12 до 14 година које не похађа школу                                      | 216      |
| 89  | Становништво од 15 до 17 година похађа школу                                                     | 4524     |
| 90  | Мушко становништво од 15 до 17 година похађа школу                                               | 2170     |
| 91  | Женско становништво између 15 и 17 година живота у школи                                         | 2354     |
| 92  | Становништво од 18 до 24 године похађа школу                                                     | 3647     |
| 93  | Мушко становништво од 18 до 24 године похађа школу                                               | 1679     |
| 94  | Женско становништво од 18 до 24 године похађа школу                                              | 1968     |
| 95  | Становништво од 8 до 14 година које не може да чита и пише                                       | 830      |
| 96  | Мушко становништво старосног доба од 8 до 14 година које не може да чита и пише                  | 466      |
| 97  | Женско становништво старосног доби од 8 до 14 година које не може да чита и пише                 | 364      |
| 98  | Становништво од 15 година и више које је неписмено                                               | 7672     |
| 99  | Мушко становништво од 15 година и више које је неписмено                                         | 2512     |
| 100 | Женско становништво од 15 година и више које је неписмено                                        | 5160     |
| 101 | Становништво старо 15 и више година без школовања                                                | 7294     |
| 102 | Мушко становништво старо 15 и више година без школовања                                          | 2563     |
| 103 | Женско становништво старо 15 и више година без школовања                                         | 4731     |
| 104 | Становништво старосног доба 15 и више година са непотпуним основним образовањем                  | 10381    |
| 105 | Мушко становништво старосног доба од 15 година и више са непотпуном основним образовањем         | 4728     |
| 106 | Женско становништво старосног доба 15 и више година са непотпуном основним образовањем           | 5653     |
| 107 | Становништво старо 15 и више година са комплетним основним образовањем                           | 9517     |
| 108 | Мушко становништво старо 15 година и више са комплетним основним образовањем                     | 4504     |
| 109 | Женско становништво старо 15 и више година са комплетним основним образовањем                    | 5013     |
| 110 | Становништво старосног доба 15 и више година са непотпуним средњим образовањем                   | 3486     |
| 111 | Мушко становништво старосног доба од 15 година и више са непотпуним средњим образовањем          | 1859     |
| 112 | Женско становништво старосног доба од 15 година и више са непотпуним средњим образовањем         | 1627     |
| 113 | Становништво старо 15 и више година са пуним секундарном образовањем                             | 12362    |
| 114 | Мушко становништво старосног доба од 15 година и више са пуним секундарном образовањем           | 6104     |
| 115 | Женско становништво старосног доба од 15 година и више са пуним секундарном образовањем          | 6258     |
| 116 | Становништво старије од 18 година са постосновним образовањем                                    | 19366    |
| 117 | Мушко становништво старије од 18 година са постосновним образовањем                              | 8882     |
| 118 | Женско становништво старије од 18 година са постосновним образовањем                             | 10484    |
| 119 | Просечна оцена школовања                                                                         | 7.9      |
| 120 | Просечан ниво образовања мушке популације                                                        | 8.11     |
| 121 | Просечан ниво образовања женског становништва                                                    | 7.73     |
| 122 | Економски активно становништво                                                                   | 35890    |
| 123 | Економски активна мушка популација                                                               | 23315    |
| 124 | Економски активна женска популација                                                              | 12575    |
| 125 | Становништво које није економски активно                                                         | 34517    |
| 126 | Мушко становништво које није економски активно                                                   | 9185     |
| 127 | Женско становништво које није економски активно                                                  | 25332    |
| 128 | Запослено становништво                                                                           | 34475    |
| 129 | Запослено мушко становништво                                                                     | 22181    |
| 130 | Запослено женско становништво                                                                    | 12294    |
| 131 | Незапослена популација                                                                           | 1415     |
| 132 | Незапослена мушка популација                                                                     | 1134     |
| 133 | Незапослена женска популација                                                                    | 281      |
| 134 | Становништво без права на здравствене услуге                                                     | 44630    |
| 135 | Становништво које има право на здравствене услуге                                                | 51310    |
| 136 | Становништво које има право на ИМСС                                                              | 8862     |
| 137 | Становништво које има право на социјално осигурање                                               | 6544     |
| 138 | Становништво које има право на државно социјално осигурање                                       | 1465     |
| 139 | Становништво које има право на опште осигурање или здравствено осигурање за нову генерацију      | 29635    |
| 140 | Становништво које је било једном или није било у браку током 12 година и више                    | 25524    |
| 141 | Венчано или уједињено становништво од 12 година и више                                           | 37813    |
| 142 | Становништво које је било у браку или уједињено 12 година и више                                 | 7260     |
| 143 | Становништво са католичком религијом                                                             | 80107    |
| 144 | Протестанти, еванђелисти и библијски следбеници различити од еванђелиста                         | 12047    |
| 145 | Становништво са другим религијама различитим од претходних                                       | 138      |
| 146 | Становништво без религије                                                                        | 2534     |
| 147 | Укупно пописаних домаћинства                                                                     | 22790    |
| 148 | Пописна домаћинства на челу са мушкарцима                                                        | 16402    |
| 149 | Пописна домаћинства на челу са женама                                                            | 6388     |
| 150 | Становништво у пописним домаћинствима                                                            | 95726    |
| 151 | Становништво у пописним домаћинствима на челу са мушкарцима                                      | 73259    |
| 152 | Становништво у пописним домаћинствима на челу са женама                                          | 22467    |
| 153 | Укупно домаћинстава                                                                              | 28085    |
| 154 | Укупно насељених домаћинстава                                                                    | 23335    |
| 155 | Укупно приватних кућа                                                                            | 27540    |
| 156 | Насељени приватни домови                                                                         | 22790    |
| 157 | Укупно насељених приватних кућа                                                                  | 23334    |
| 158 | Ненасељене приватне куће                                                                         | 3133     |
| 159 | Појединачна домаћинства за привремену употребу                                                   | 1617     |
| 160 | Становници у насељеним приватним кућама                                                          | 95726    |
| 161 | Насељеност станара у приватним становима                                                         | 4.2      |
| 162 | Просечно становника по соби у приватним насељеним домаћинствима                                  | 1.27     |
| 163 | Појединачна домаћинства са подовима од различитих материјала од земље                            | 18588    |
| 164 | Појединачна домаћинства у приземљу                                                               | 4148     |
| 165 | Појединачна домаћинства са једном спаваћом собом                                                 | 11025    |
| 166 | Појединачна домаћинства са две спаваће собе и више                                               | 11721    |
| 167 | Појединачна домаћинства са једним собом                                                          | 3138     |
| 168 | Појединачна домаћинства са две собе                                                              | 5870     |
| 169 | Појединачна домаћинства са 3 собе и више                                                         | 13712    |
| 170 | Појединачна домаћинства која имају електрично светло                                             | 22360    |
| 171 | Појединачна домаћинства која немају електрично светло                                            | 370      |
| 172 | Појединачна домаћинства која имају водоводну воду у стамбеном простору                           | 18632    |
| 173 | Појединачна домаћинства која немају водоводну воду у стамбеном простору                          | 4099     |
| 174 | Појединачна домаћинства која имају тоалет                                                        | 22200    |
| 175 | Појединачна домаћинства која имају канализацију                                                  | 19550    |
| 176 | Појединачна домаћинства која немају канализацију                                                 | 3164     |
| 177 | Појединачна домаћинства која имају електрично светло, довод воде из јавне мреже и канализацију   | 16679    |
| 178 | Појединачна домаћинства без икаквих услова                                                       | 1521     |
| 179 | Појединачна домаћинства која имају радио                                                         | 16989    |
| 180 | Појединачна домаћинства која имају телевизор                                                     | 19220    |
| 181 | Појединачна домаћинства која имају фрижидер                                                      | 13203    |
| 182 | Појединачна домаћинства која имају машину за веш                                                 | 9001     |
| 183 | Појединачна домаћинства која имају аутомобил или комби                                           | 6264     |
| 184 | Појединачна домаћинства која имају рачунар                                                       | 4331     |
| 185 | Појединачна домаћинства која имају фиксну телефонску линију                                      | 6212     |
| 186 | Појединачна домаћинства која имају мобилни телефон                                               | 12616    |
| 187 | Појединачна домаћинства која имају приступ интернету                                             | 2844     |